# 1906년 중간 올림픽 체조 남자 로프등반
1906년 중간 올림픽 체조 남자 로프등반은 그리스 아테네에서 개최된 1906년 중간 올림픽 체조의 세부 종목이다. 1906년 4월 26일에 파나티나이코 경기장에서 진행되었으며, 4개국에서 17명의 선수가 참가하였다.

## 경기장
| 도시   | 경기장              | 원어명             | 로마자               | 비고 |
| ------ | ------------------- | ------------------ | -------------------- | ---- |
| 아테네 | 파나티나이코 경기장 | Παναθηναϊκό στάδιο | Panathinaiko Stadium |      |

## 경기 결과
| 순위 | 선수                                | 기록 | 비고 |
| ---- | ----------------------------------- | ---- | ---- |
| 1    | 게오르기오스 알리프란티스 (GRE)     | 11.4 |      |
| 2    | 에뢰디 벨러 (HUN)                   | 13.8 |      |
| 3    | 콘스탄티노스 코자니타스 (GRE)       | 13.8 |      |
| 4    | 게오르기오스 게오르간토풀로스 (GRE) | 14.0 |      |
| 5    | 니콜라오스 알리프란티스 (GRE)       | 14.2 |      |
| 6    | 콘스탄티노스 판트조풀로스 (GRE)     | 14.8 |      |
| 7    | G. 코엠조풀로스 (GRE)               | 15.2 |      |
| 8    | 페트로스 파블리디스 (GRE)           | 15.6 |      |
| 9    | M. 노미코스 (GRE)                   | 15.8 |      |
| 10   | 쉬치 빌모스 (HUN)                   | 16.0 |      |
| 11   | 이오아니스 아벨라스 (GRE)           | 16.2 |      |
| 11   | 마티아스 데스포토풀로스 (GRE)       | 16.2 |      |
| 13   | 콘스탄티노스 시메오니디스 (GRE)     | 16.6 |      |
| 14   | G. 키리에리스 (GRE)                 | 17.4 |      |
| 15   | 스탠리 쿠퍼 (GBR)                   | 17.6 |      |
| 16   | 알 칼라파티스 (GRE)                 | 18.2 |      |
| 17   | 보리스 혼자트코 (BOH)               | 19.0 |      |

## 메달리스트
| 금                                 | 은                   | 동                               |
| 게오르기오스 알리프란티스 · 그리스 | 에뢰디 벨러 · 헝가리 | 콘스탄티노스 코자니타스 · 그리스 |

## 참고 자료
- (영어) “Gymnastics at the 1906 Athina Summer Games: Men's Rope Climbing”. sports-reference.com. 2009년 2월 17일에 원본 문서에서 보존된 문서. 2011년 2월 1일에 확인함.
- (영어) De Wael, Herman. “Herman's Full Olympians: "Gymnastics 1906".”. 2008년 5월 31일에 원본 문서에서 보존된 문서. 2011년 2월 1일에 확인함.